# Formiphantes lephthyphantiformis
Formiphantes lephthyphantiformis är en spindelart som först beskrevs av Embrik Strand 1907.  Formiphantes lephthyphantiformis ingår i släktet Formiphantes och familjen täckvävarspindlar. Inga underarter finns listade i Catalogue of Life.